# Always Dreaming of Something Else
Always Dreaming of Something Else är Mondials debutalbum, utgivet 2002. Skivan utkom i digipack-version på Labrador och på standard-CD på spanska Mushroom Pillow.

## Låtlista
Där inte annat anges är låtarna skrivna av Lasse Wierup.
1. "Never No Lady" - 3:45
2. "Stand by Your Story" - 3:45
3. "Let's Go Mainstream" - 2:34 	(Kask, Wierup)
4. "Sunday in the City" - 3:52
5. "Poisonlove" - 4:11
6. "In Your Eyes I Saw My Future" - 3:19
7. "Not That Easy" - 2:47 (Kask, Wierup)
8. "Undeserved Disgrace" - 3:45
9. "New Emotions, Good Intentions" - 3:31
10. "Always Dreaming of Something Else" - 5:33
11. "No Lady in the Club" - 5:53

## Personal
- Anna Adeniji - sång
- Henrik Magnusson - fotografi
- Lasse Wierup - keyboards, programmering
- Lena Kask - sång
- Lukas Möllersten - layout
- Pär Körsell - bas
- Mattias Lundgren - gitarr
- Peter Lundbergh - gitarr
- Viktoria Flodström - sång
- Ulrika Walmark - fotografi

### Fotnoter
1. ↑  ”Always Dreaming of Something Else”. Discogs.com. http://www.discogs.com/Mondial-Always-Dreaming-Of-Something/release/1941681. Läst 22 december 2011.
2. ↑  ”Always Dreaming of Something Else”. Allmusic.com. http://www.allmusic.com/album/always-dreaming-of-something-r609612. Läst 22 december 2011.